# Fiat Albea
Fiat Albea — це автомобіль з кузовом седан, що випускається концерном FIAT SpA для Східної Європи. На південноамериканському ринку продається майже ідентична модель під ім'ям Fiat Siena. 
Fiat Albea є седан версією хетчбека Fiat Palio.

## Історія

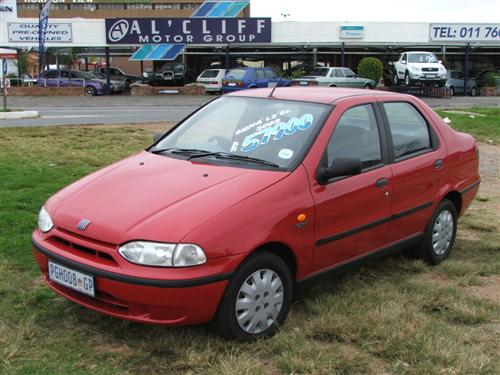
Fiat Siena

У 1996 році в Бразилії почалася збірка "глобального автомобіля" у трьох типах кузова: хетчбека Fiat Palio, седана Fiat Siena і універсала Fiat Palio Weekend. Незабаром така ж збірка почалася і в Східній Європі (у польському місті Тихи). Однак потім автомобіль перестав задовольняти збільшеним вимогам Європейського союзу до екологічності та безпеки, і в Східній Європі проєкт був згорнутий. 
До 2002 року на базі Fiat Siena був розроблений спеціально для Східної Європи автомобіль Fiat Albea, який відповідає вимогам Євросоюзу до екологічності двигуна і безпеки водія і пасажирів. Крім того, він відрізнявся зовнішнім виглядом і дрібними доробками. Збирати Fiat Albea стали в Туреччині. 
У грудні 2006 року в Росії на заводі в Набережних Челнах (належав компанії Соллерс) розпочалося крупновузлове складання Fiat Albea. З кінця 2007 проводиться дрібновузлове складання. 

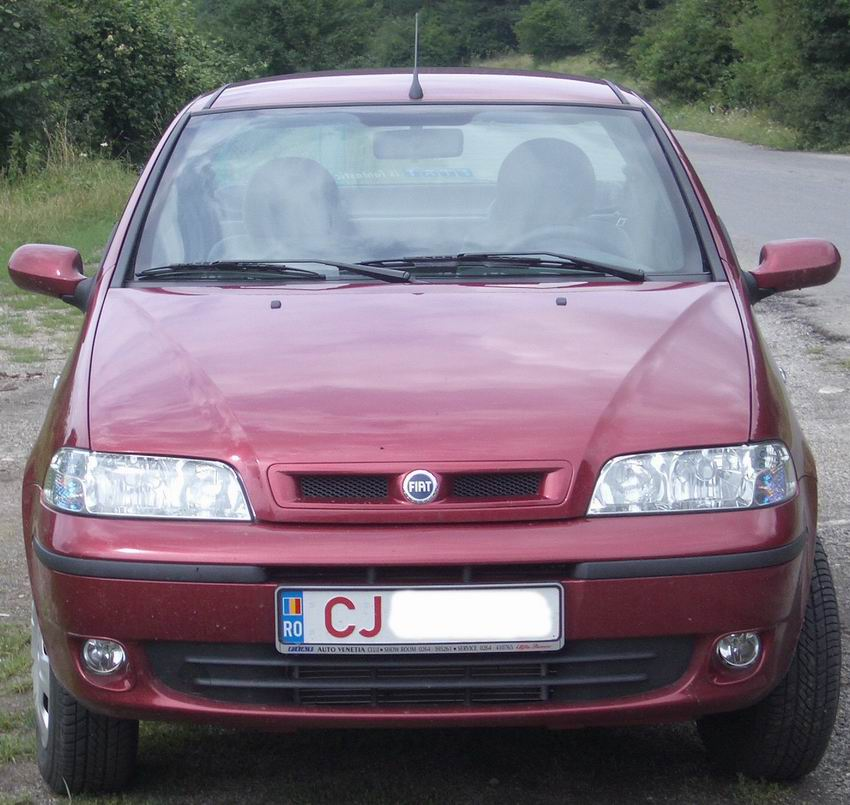
Fiat Albea 2002-2004
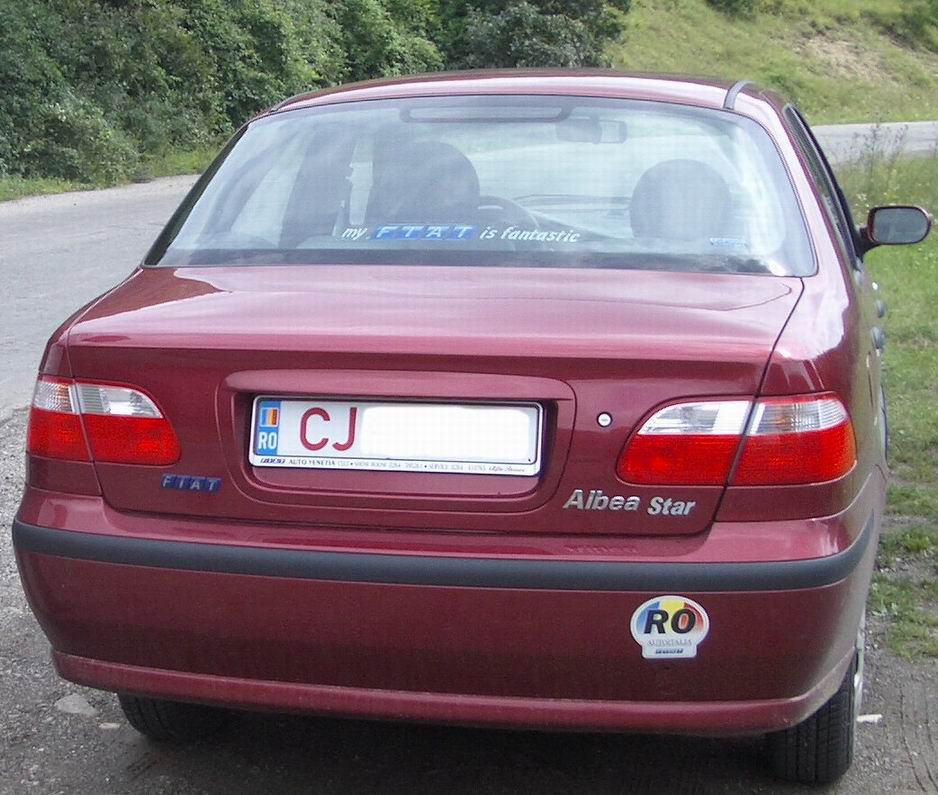
Fiat Albea 2002-2004
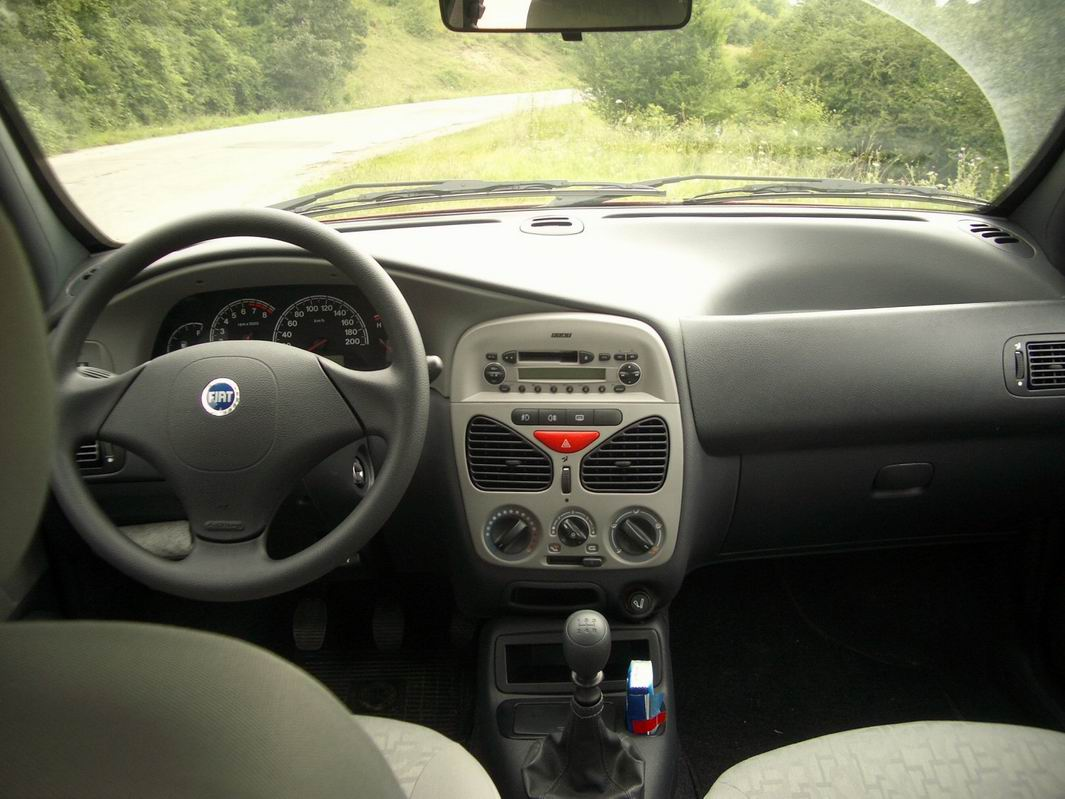
Fiat Albea 2002-2004
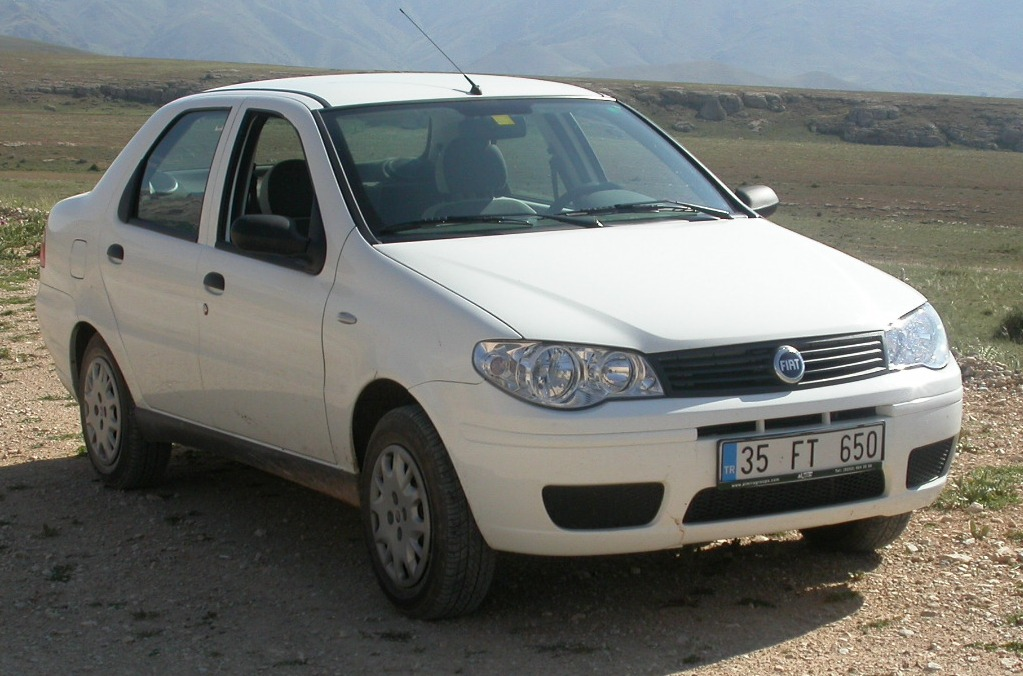
Fiat Albea з 2004

## Виробництво
Fiat Albea збирається на двох заводах: у турецькому місті Бурса на спільному підприємстві FIAT і Tofas, а також у Набережних Челнах компанією "Соллерс". 
Крім Туреччини і Росії, автомобіль продається в Угорщині, Польщі, Україні та Румунії. В Італії Albea не продається. 

## Цікаві факти
З 2002 року базовий Fiat Siena виробляється в КНДР у місті Нампа як Pyonghwa Hwiparam. 

## Двигуни
| Модель  | Об'єм    | Потужність        | Макс. крутний момент |
| ------- | -------- | ----------------- | -------------------- |
| Бензин  |          |                   |                      |
| 1.2 8V  | 1242 см³ | 44 кВт (59 к.с.)  | 102 Нм               |
| 1.2 16V | 1242 см³ | 59 кВт (79 к.с.)  | 114 Нм               |
| 1.4 8V  | 1368 см³ | 57 кВт (76 к.с.)  | 115 Нм               |
| 1.6 16V | 1596 см³ | 76 кВт (102 к.с.) | 145 Нм               |
| Дизель  |          |                   |                      |
| 1.3 JTD | 1248 см³ | 51 кВт (69 к.с.)  | 145 Нм               |

## Особливості
До переваг Albea зазвичай відносять: 
- Практично повну оцинковку кузова (3 роки гарантії на лакофарбове покриття і 8 років гарантії від наскрізної корозії);
- Високий дорожній просвіт (кліренс);
- Дуже велику ємність багажника;
- Дуже низький витрата палива.

До недоліків Albea зазвичай відносять: 
- Марка оббивку дверей;
- Відсутність дешевої комплектації (тобто не існує комплектації без ГУР, електросклопід'ємників і т.п.);
- Відсутність у продажу керівництва з ремонту та каталогу запчастин (проте в серпні 2009 року керівництво з ремонту з'явилося у продажу; каталогу запчастин як і раніше немає);
- Рідкісну дилерську мережу, що призводить до монополізму при сервісі навіть у великих містах.
- Відносно швидке просідання пружин задніх амортизаторів
- Серед мов бортового комп'ютера є англійська, німецька, французька, італійська, іспанська, португальська і навіть турецька, але немає української чи російської; [1]
- В морози нижче -30 градусів Цельсія у деяких екземплярів відзначалася текти охолоджуючої рідини на педалі.